# Suwon Football Club
Maillots
Actualités
Le Suwon Football Club (en hangul : 수원 FC), est un club sud-coréen de football fondé en 2003 et basé dans la ville de Suwon.
Le club évolue en K League 1 pour la saison 2022.

## Historique

### Repères historiques
- 2003 : fondation du club sous le nom de Suwon City FC
- 2013 : le club est renommé Suwon FC

### Histoire
Le 15 mars 2003, le gouvernement de Suwon annonce la fondation d'un club de football semi-professionnel sous le nom de Suwon City Football Club. Le nouveau club rejoint la K2 League (en). Lors de la saison 2010, le club remporte son unique trophée en Korea National League en remportant la finale face à Daejeon KHNP (en) sur le score cumulé de 2-1.
Le 9 décembre 2012, l'équipe de Suwon devient officiellement un club professionnel. Puis, le club change son nom en Suwon Football Club et obtient l'autorisation de rejoindre la K League. Le Suwon FC intègre la K League Challenge lors de la saison 2013 (en). Leur première saison en tant que professionnel est couronnée de succès, car ils ont terminé à la quatrième place en championnat et sont l'unique club de la K League Challenge à atteindre les quarts de finale de la coupe de Corée du Sud.
Lors de la saison 2015 (en), le club termine la saison régulière à la troisième place, le Suwon FC dispute la demi-finale de promotion contre le Séoul E-Land (en), le 25 novembre 2015 (3–3). Le 28 novembre, le Suwon FC gagne la finale contre le Daegu FC (victoire de 2-1). Puis, le Suwon FC gagne contre Busan IPark sur le score cumulé de 3–0 lors de la finale de promotion-relégation de la K League. Le club est promu en K League Classic.
Il s'agit alors de leur première saison en K League Classic, lors de la saison 2016. Le club dispute son premier match en K League Classic sur la pelouse du stade de Gwangyang face au Jeonnam Dragons le 13 mars 2016 (0-0),. À la fin de la saison, le club termine à la dernière place et redescend en K League Challenge.

## Palmarès et résultats sportifs

### Titres et trophées
Le tableau suivant récapitule les performances du Suwon Football Club dans les principales compétitions officielles coréennes. 
| Compétitions nationales | Compétitions internationales |
| Anciennes compétitions - Korea National League (en) (1) : - Champion : 2010. - Vice-champion : 2005, 2007 et 2008. - Korea National League Championship (en) (3) : - Vainqueur : 2005, 2007 et 2012. - Finaliste : 2004. - Korean President's Cup (en) (2) : - Vainqueur : 2004 et 2007. | - Vierge                     |

## Couleurs et blason

2003-2015
Depuis 2016

## Personnalités du club

### Historique des entraîneurs
Le tableau suivant présente la liste des entraîneurs du club depuis 2003.
| Rang | Nom              | Période   |
| ---- | ---------------- | --------- |
| 1    | Kim Chang-kyum   | 2003-2011 |
| 2    | Cho Deok-je (en) | 2012-2017 |

| Rang | Nom         | Période   |
| ---- | ----------- | --------- |
| 3    | Kim Dae-eui | 2017-2019 |
| 4    | Kim Do-kyun | 2020-0000 |